# درونیا رازیزدا ریاباش
درونیا رازیزدا ریاباش (به لاتین: Derevnya razyezda Ryabash) یک منطقهٔ مسکونی در روسیه است که در باشقیرستان واقع شده‌است.